# Anomalomyrma taylori
Anomalomyrma taylori – gatunek mrówek z podrodziny Leptanillinae.